# Ledra Palace Hotel

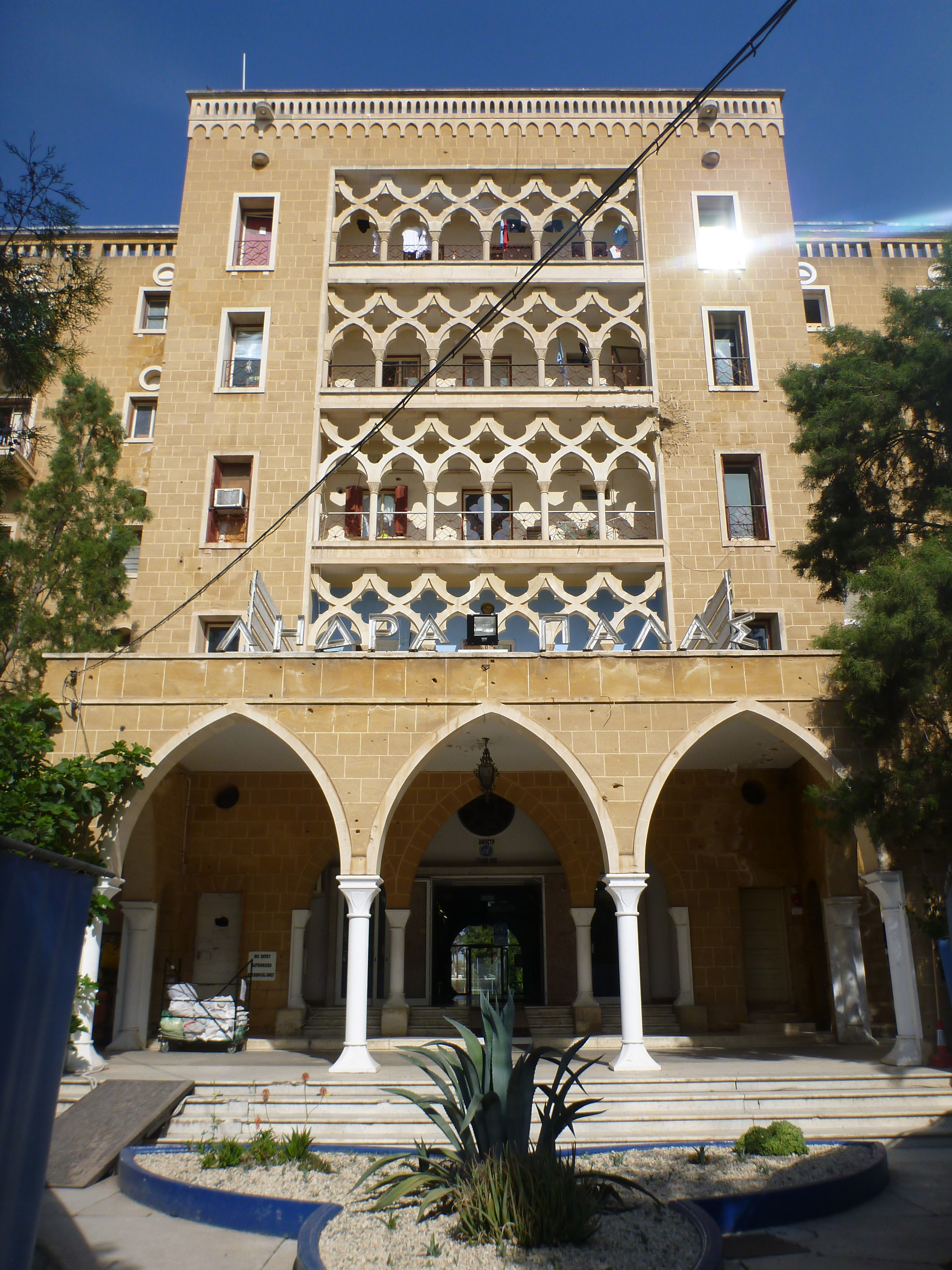
Die Ostfassade, sichtbar sind auch Reste der Leuchtreklame mit der Aufschrift "ΛΗΔΡΑ ΠΑΛΑΣ"

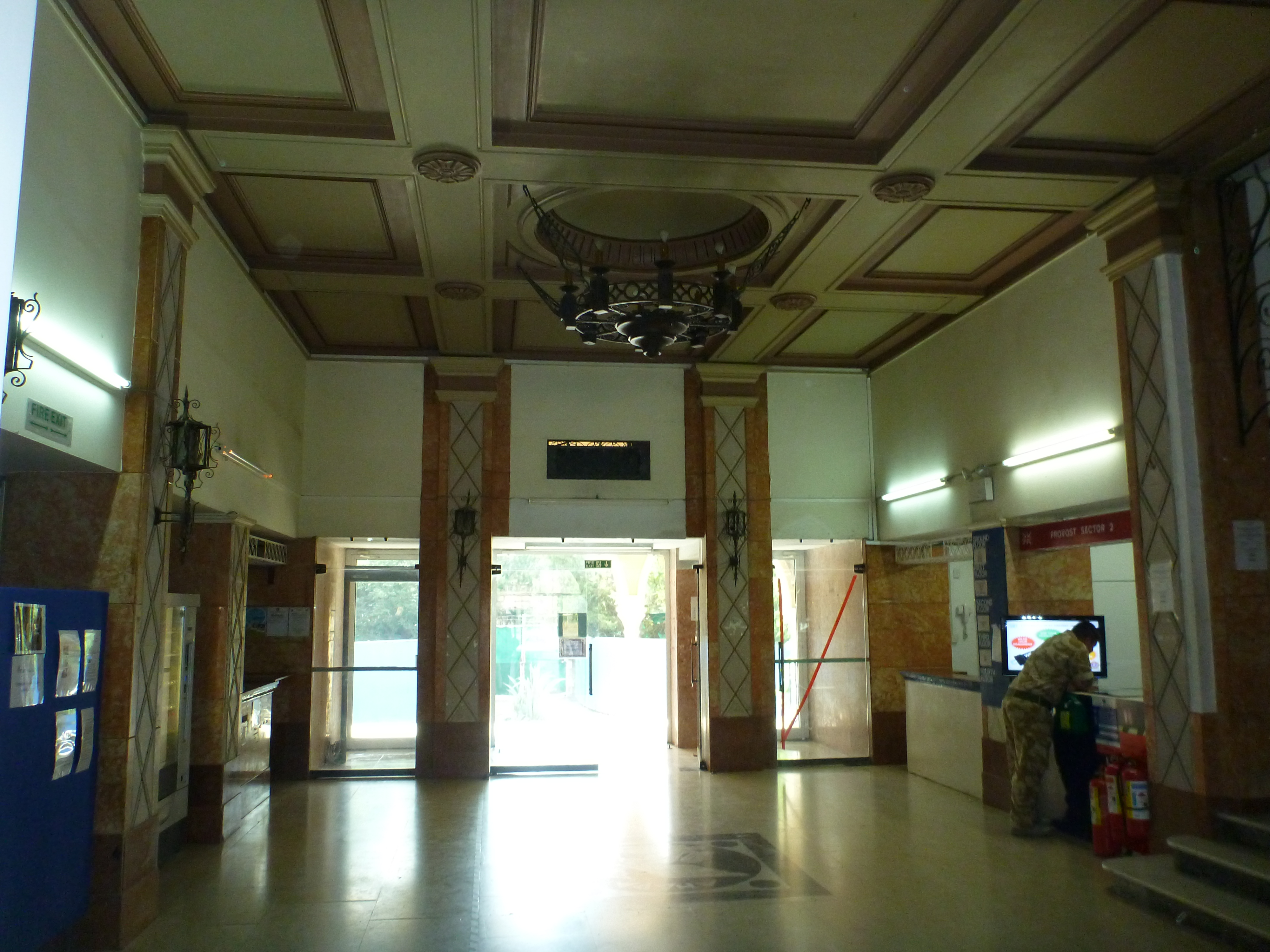
Die ehemalige Lobby des Hotels

Das Ledra Palace Hotel (griechisch Λήδρα Πάλας Lidra Palas) ist ein Hotelgebäude in Nikosia auf Zypern. Bis zur türkischen Invasion 1974 galt es als luxuriösestes Hotel der Insel, seitdem nutzt es die Friedenstruppe der Vereinten Nationen in Zypern (kurz UNFICYP) als Hauptquartier.

## Geschichte
Der Architekt Benzion Ginsberg (in engl. Quellen Benjamin Günsberg) errichtete insgesamt vier Gebäude auf Zypern, das Forest Park Hotel und das Hahollades House in Larnaka, das Haus Nr. 311 in der October 28th Street und das Ledra Palace Hotel, ab 1949 an der damaligen King Edward VII Street (später Markos Drakos Avenue). Formal greift es einerseits Formen zyprischer Gotik auf, andererseits finden sich auch venezianische Formen in der Fassade.
Es gehörte neben dem Hilton Nikosia und dem Forest Park Hotel in Larnaka zu jenen drei Hotels, die 1966 als erste einen Swimmingpool auf Zypern installierten. Zu den Gästen des Hotels zählten Richard Burton und Elizabeth Taylor.
Von 1967 bis 1968 wurde es renoviert und erweitert. 1974 musste es schließen, nachdem die Vereinten Nationen das Grundstück des Hotels zu einem Teil der Pufferzone erklärt hatten. Die Vereinten Nationen richteten in dem Gebäude ihr Hauptquartier ein. Das Gebäude weist mittlerweile erheblichen Renovierungsstau auf. Im April 2019 zogen die Friedenstruppen der UNFICYP in neue Gebäude gegenüber dem Hotel um.
Bekannt wurde das Gebäude als Treffpunkt der Anführer der griechischen und türkischen Volksgruppe.